# Petit-duc africain
Otus senegalensis
Espèce
Statut de conservation UICN

 LC  : Préoccupation mineure
Statut CITES
Le Petit-duc africain (Otus senegalensis) est une espèce de rapaces nocturnes de la famille des Strigidae.

## Taxinomie
D'après la classification de référence (version 14.1, 2024) de l'Union internationale des ornithologues, le Petit-duc africain possède 2 sous-espèces (ordre philogénique) :
- Otus senegalensis senegalensis (Swainson, 1837) ;
- Otus senegalensis nivosus Keith & Twomey, 1968 — sud-est du Kenya.

Le Petit-duc de Socotra (O. socotranus) et Otus pamelae, de la péninsule Arabique, étaient autrefois considérés comme des sous-espèces du Petit-duc africain (séparé par Dowsett et Forbes-Watson (1993)..) O. socotranus n'en est en réalité que peu apparenté, quant au Otus pamelae, il s'en différencie génétiquement, morphologiquement et vocalement (quoique proche).
Le 20 janvier 2021, lors de la mise à jour 11.1 de sa classification de référence, l'Union internationale des ornithologues a décidé que le Petit-duc d'Annobon (Otus feae) n'était plus une sous-espèce du Petit-duc africain mais une espèce à part entière.

## Habitat
Le Petit-duc africain est endémique de l’Afrique subsaharienne, on le trouve dans les habitats boisés, à l’orée des forêts, et parfois dans les mangroves.

## Description
Le Petit-duc africain est une petite chouette mesurant environ 15 à17 cm de hauteur. Il possède une envergure d'aile de 45 cm. Son plumage est tapissé de stries et de marbrures qui constituent un excellent camouflage. Son disque facial est gris, cerné d'un étroit contour noir. Il a des touffes d'oreilles, généralement gardées basses lorsque l'oiseau n'est pas dérangé.

### Chant
Le Petit-duc africain laisse entendre un distinctif hululement avec 5 secondes d'intervalleentre chaque cri.

### Espèces similaires
Le Petit-duc scops ressemble beaucoup au Petit-duc africain — bien qu'un peu plus massif, il est parfois difficile de les distinguer dans leurs habitats naturels.

## Comportement
Le Petit-duc africain est un oiseau nocturne. Pendant la journée il se perche au plus près du tronc d'un arbre, lorsqu'il est exposé à la lumière, il ferme ses yeux et étend ses touffes d'oreilles afin qu'on le confonde avec les branches. Ce camouflage s'avère parfois plus efficace lorsqu'il est effectué en couple.
Le Petit-duc africain n'est pas aussi territorial que le Petit-duc scops mais fera pourtant ses nids proches les uns des autres.
Mâle et femelle peuvent s'unir pour une vie. On entend alors le couple chanter chaque nuit, avant et après avoir quitté le site de repos.

### Reproduction
La femelle pond quatre à six œufs directement au fond d'un arbre creux, la période de ponte s'étend d'avril à juin. l'incubation dure environ 27 jours, pendant lesquels le mâle chasse pour nourrir la femelle. Quand les œufs éclosent, les oisillons sont nourris à leur tour par la nourriture que le mâle apporte (la béquée étant cependant effectuée par la mère). Les jeunes du Petit-duc développent leur plumage en trente jours.

### Alimentation et chasse
Le Petit-duc africain est majoritairement insectivore, ses proies varient entre les sauterelles et les scorpions en passant par les coléoptères, les criquets, les mites, les araignées et parfois de petits vertébrés. Ils chassent généralement à l'ouïe en écoutant attentivement leur environnement au moyen de leurs excellentes oreilles, depuis un perchoir pour fondre sur leur proie le moment venu. Ils peuvent néanmoins chasser en vol pour attraper, par exemple, certains insectes volants.

### Source
- del Hoyo J., Elliott A. & Sargatal J. (1999) Handbook of the Birds of the World, Volume 5, Barn-owls to Hummingbirds. BirdLife International, Lynx Edicions, Barcelona, 759 p.